# Vlnobeat
Vlnobeat (2014) je osmé a poslední studiové album skupiny Traband. Obsahuje 14 autorských písní Jardy Svobody. Písnička Píseň písní je parafrází na texty ze stejnojmenné biblické knihy.
Pražský křest alba proběhl 9. prosince 2014 v Paláci Akropolis za účasti kapely Znouzectnost a Vladimíra Javorského.

## Seznam písniček
1. Pokaždé když přicházíš
2. Kabát '66
3. Trofeje
4. Mluv se mnou, miláčku
5. Nepoužitelnej
6. Do ticha
7. Tenhleten den
8. Píseň písní
9. Úhel pohledu
10. Písmem klínovým
11. Moje kočka mňoukala
12. Radiohit
13. Vidím Tě
14. Ta radost!

## Obsazení
- Traband
  - Jarda Svoboda – zpěv, kytara
  - Jana Kaplanová – zpěv, trumpeta, klávesy
  - Václav Pohl – zpěv, bicí
  - Robert Škarda – tuba, zpěv
  - Radim Huml – banjo
- hosté
  - Ema Pohlová a Emilka Kaplanová – zpěv (3)